# Heiligenkreuz im Lafnitztal
Heiligenkreuz im Lafnitztal est une commune autrichienne du district de Jennersdorf dans le Burgenland.